# Південний (катер)
«Південний» — навчальний катер проєкту 722У Військово-Морських Сил України. Має бортовий номер A855. В ВМСУ судно використовується як катер зв'язку.

## Історія
Катер «Південний» проекту 722У побудований 17 березня 1975 році на польській верфі «Wisła» номером № 722U/7 для Чорноморського флоту СРСР як навчальний катер. Катер мав назву УК-190. До складу ВМСУ увійшов 3 серпня 1992 року і отримав назву «Вознесенськ» U543. В 2001 році був перейменований на «Гола Пристань» U171, але в 2005 році був переназваний на катер «Південний» U855. У 2018 змінив бортовий номер на A855.
5 травня 2021 року зайшов на суднобудівний завод «Океан» в Миколаєві для проходження докового ремонту.

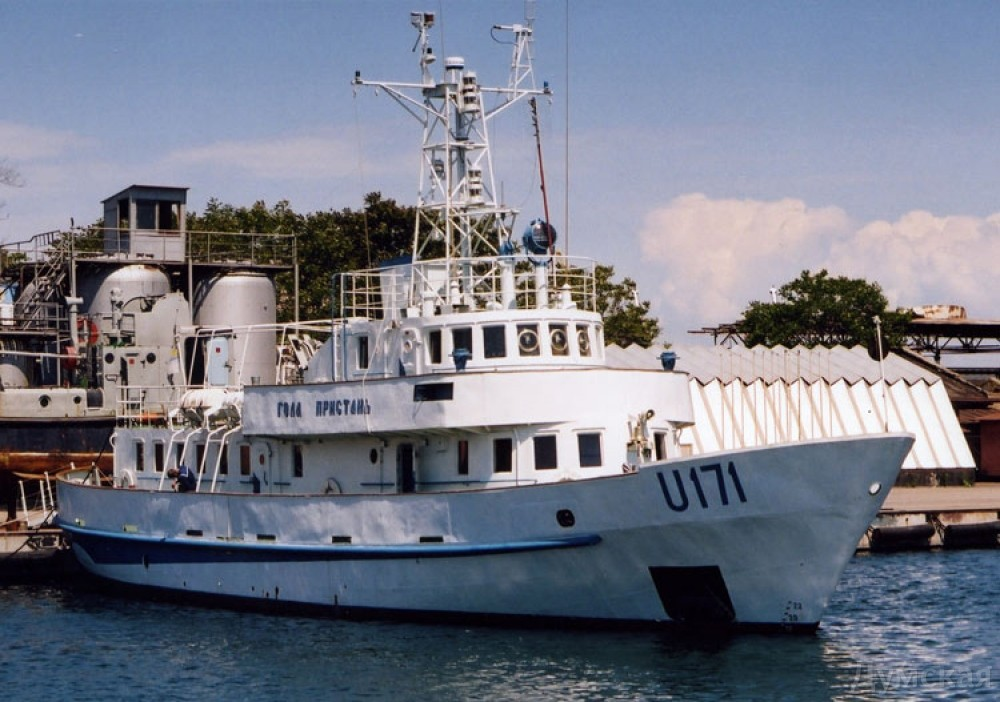
Катер «Гола Пристань» U171. 2001-2005.